# Pedicularis qinghaiensis
Pedicularis qinghaiensis là loài thực vật có hoa thuộc họ Cỏ chổi. Loài này được T. Yamaz. mô tả khoa học đầu tiên năm 2003.